# Gauliga Bayern
La Gauliga Bayern era la principale manifestazione calcistica nello stato tedesco della Baviera fra il 1933 ed il 1945. Poco dopo la nascita della lega il regime nazista riorganizzò le regioni amministrative della Germania e la lega passò a coprire il territorio corrispondente a cinque Gau: Bayreuth, Munich-Oberbayern, Schwaben, Mainfranken e Franken.

## Storia
La lega venne introdotta nel 1933, dopo la presa di potere del nazismo, per sostituire la Bezirksliga al più alto livello calcistico di gioco in Germania. Fu creata con dodici società, tutte dalla Baviera, ma nessuna dal Palatinato, che era bavarese da un punto di vista geografico ma non politico. Le squadre di quella regione aderirono alla Gauliga Südwest/Mainhessen, mentre le società di Ulm, che avevano partecipato alla lega bavarese fino a poco prima, aderirono alla Gauliga Württemberg.
La Gauliga prese il posto delle due Bezirksliga del nord e del sud della Baviera. Le edizioni della Gauliga B. furono dominate da due squadre, il Norimberga ed il SpVgg Fürth, ma solamente la prima riuscì a conquistare il titolo nazionale, nel 1936, oltre ad altre due finali di campionato nel 1934 e nel 1937. Nella coppa di Germania, invece, il Norimberga trionfò due volte, nel 1935 e nel 1939, mentre il Monaco 1860 se lo aggiudicò nel 1942.
Nella prima stagione la lega si disputò con dodici squadre, che si sfidarono con un girone all'italiana. La vincente si qualificava per il campionato tedesco, mentre le ultime venivano retrocesse. Nelle stagioni seguenti la lega fu ridotta prima ad 11 e poi a 10 squadre. Dal 1935-36 le retrocessioni scesero a due.
La stagione 1939-40 partì il 27 agosto 1939, ma con lo scoppio della seconda guerra mondiale  quattro giorni più tardi il campionato venne sospeso. Riprese solo a fine ottobre, con numerosi campionati locali e cittadini giocati nel frattempo. Nel 1939-40 solo una squadra venne retrocessa e si tornò a dodici squadre l'anno seguente.
Dopo la stagione 1941-42 gli effetti negativi del conflitto bellico si fecero sentire pesantemente, con carenza di giocatori e difficoltà di trasporto. La lega fu divisa in un girone nord (11 squadre) e sud (10 club) nel 1942-43 e 1943-44. I vincitori dei due gironi non si sfidavano per un unico titolo bavarese.
Il collasso del regime danneggiò molto lo svolgimento del campionato e nel 1944 la lega fu divisa in cinque campionati regionali; quindi, con l'eccezione di quello di Monaco di Baviera, molti di questi dovettero chiudere i battenti a fine anno.
Nel capoluogo bavarese invece le partite continuarono quasi fino a fine conflitto e l'ultima partita sotto il governo nazista fu il derby FC Bayern - 1860 Munich derby del 23 aprile 1945, finito 3-2.. Dopo la fine della seconda guerra mondiale le squadre di questa Gauliga aderirono alla neonata Oberliga Süd.

## Membri fondatori della lega
- 1. FC Nuremberg
- Monaco 1860
- Bayern Monaco
- FC Schweinfurt 05
- TSV Schwaben Augsburg
- SpVgg Fürth
- ASV Nürnberg
- Jahn Regensburg
- Wacker München
- FC Bayreuth
- FV Würzburg 04
- FC München, dalla fusione fra Teutonia e DSC München

## Vincitori e piazzati della Gauliga Bayern
Di seguito vengono riportati il vincitore e il piazzato del campionato:
| Stagione | Vincitore      | Secondo posto  |
| 1933-34  | Norimberga     | Monaco 1860    |
| 1934-35  | Greuther Fürth | Norimberga     |
| 1935-36  | Norimberga     | Greuther Fürth |
| 1936-37  | Norimberga     | Schweinfurt 05 |
| 1937-38  | Norimberga     | Monaco 1860    |
| 1938-39  | Schweinfurt 05 | Monaco 1860    |
| 1939-40  | Norimberga     | Augusta        |
| 1940-41  | Monaco 1860    | Norimberga     |
| 1941-42  | Schweinfurt 05 | Greuther Fürth |

| Stagione | Nord       | Sud           |
| 1942-43  | Norimberga | Monaco 1860   |
| 1943-44  | Norimberga | Bayern Monaco |